# Semaya (Randudongkal)
Semaya is een bestuurslaag in het regentschap Pemalang van de provincie Midden-Java, Indonesië. Semaya telt 3156 inwoners (volkstelling 2010).